# Relacions de Kramers-Kronig
En matemàtiques i en física, les  relacions de Kramers-Kronig  descriuen la relació que existeix entre la part real i la part imaginària de certes funcions complexes. La condició perquè s'apliquin a una funció {\displaystyle f(\omega )} és que aquesta ha de representar la transformada de Fourier d'un procés físic lineal i causal. Si escrivim
{\displaystyle F(\omega )=f_{1}(\omega )+iF_{2}(\omega )},
amb {\displaystyle f_{1}} i {\displaystyle F_{2}} dues funcions reals, llavors les relacions de Kramers-Kronig són
{\displaystyle f_{1}(\omega )={\frac {2}{\pi }}\int _{0}^{\infty }{\frac {\Omega F_{2}(\Omega )}{\Omega ^{2}-\omega ^{2}}}d\Omega }
{\displaystyle F_{2}(\omega )=-{\frac {2\omega }{\pi }}\int _{0}^{\infty }{\frac {f_{1}(\Omega )}{\Omega ^{2}-\omega ^{2}}}d\Omega }.
Les relacions de Kramers-Kronig estan relacionades amb la transformada de Hilbert, i són freqüentment aplicades a la permitivitat {\displaystyle \epsilon (\omega )} dels materials. No obstant això, en aquest cas, cal tenir en compte que:
{\displaystyle F(\omega )=\chi (\omega )=\epsilon (\omega )/\epsilon _{0}-1\,},
amb {\displaystyle \chi (\omega )} la susceptibilitat elèctrica del material. La susceptibilitat pot interpretar com la transformada de Fourier de la resposta temporal del material a una excitació infinitament breu, és a dir, la seva resposta a l'impuls.